# ساكا
ساكا بالفارسية القديمة: سانسكريت शक ساكا؛ الإغريقيةΣάκαι؛ اللاتينية سكاي؛ (بالبشتوية: سکه زی)‏ ساكازي؛ الصينية القديمة: *ساك) جميعهم كانوا ينتمون إلى الساكا حيث يطلق الإيرانيون على السكوثيين ساكا بينما يطلق السكيثيين على انفسهم وبلغتهم اسم ساكاس أو ساس Sakas, Sas ا.
تشير النصوص الإغريقية واللاتينية أن مصطلح السكيثيين كان يُشير إلى قبائل بدوية من أوروبا الشرقية بالأصل منتشرة بشكل كبير في منطقة سكيثيا، والتي تتضمن أجزاء في أوروبا الشرقية وآسيا الوسطى.

## حسابات كلاسيكية

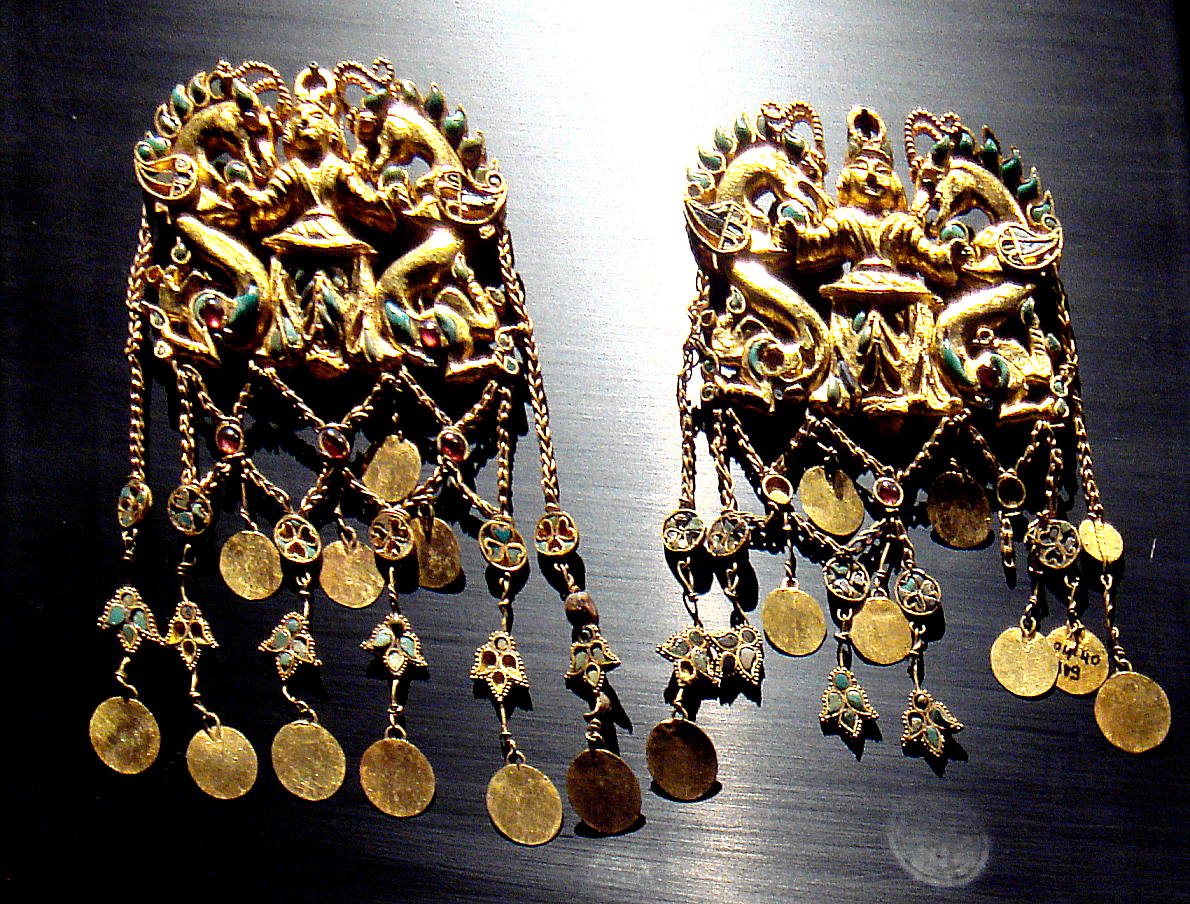
المشغولات الذهبية لساكا في منطقة "باختريا" بموقع تيليا تيبي.

ونوهت B. N. Mukerjee أنه من الواضح أن العلماء «الرومان» و«الإغريقيون» القدامى اعتقدوا، أن جميع «الساكا» هم «سكثيين»، وليس جميع «السكثيين» هم «ساكا» في الأصل.

### مصادر فارسية

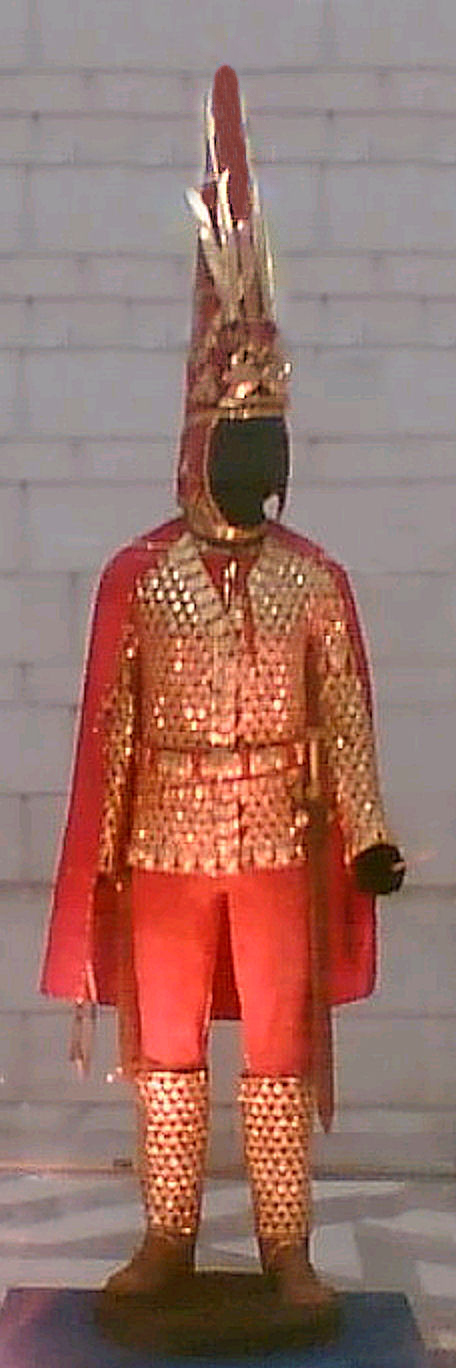
درع استعراض على شكل كاتافراكت لمملكة «ساكا» من إسيك كورجان، كازاخستان.

## معلومات تاريخية

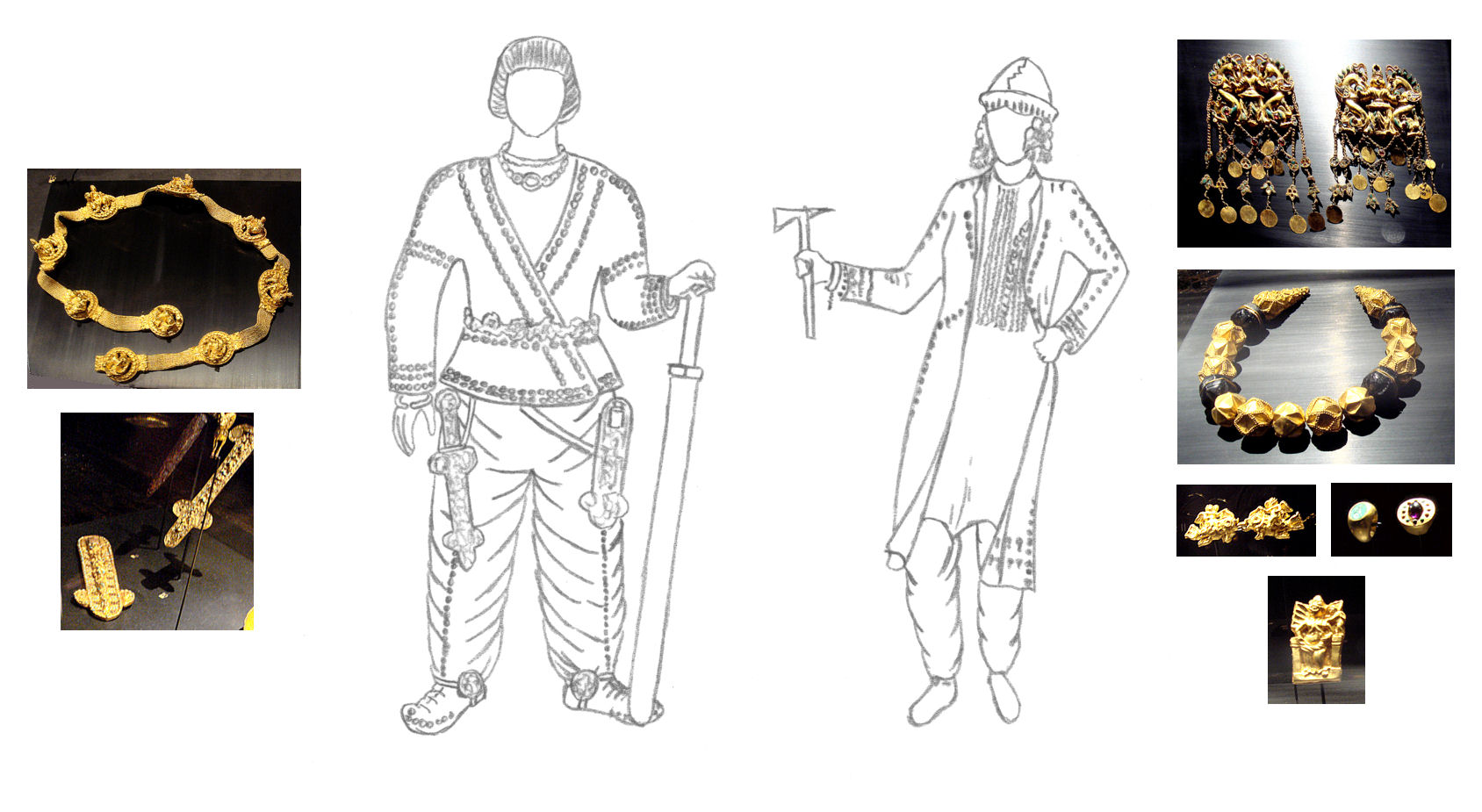
المشغولات التي تم العثور عليها في المقابر 2 و4 في منطقة "تيليا تيبي" وإعادة ترتيبها لاستخدامها على الرجل والمرأة اللذين عثر عليهما في هذه المقابر